# Norman King’oo Wambua
Norman King’oo Wambua (ur. 1952 w Kathiani) – kenijski duchowny rzymskokatolicki, od 2018 biskup Machakos.